# Distoleon rhodocerus
Distoleon rhodocerus är en insektsart som först beskrevs av Navás 1929.  Distoleon rhodocerus ingår i släktet Distoleon och familjen myrlejonsländor. Inga underarter finns listade i Catalogue of Life.